# Белогорщь
Белогорщь — село в Унечском районе Брянской области в составе Павловского сельского поселения.

## География
Находится в центральной части Брянской области на расстоянии приблизительно 3 км на север-северо-восток по прямой от районного центра города Унеча.

## История
Известно с первой половины XVII века как владение Николая Абрамовича. В 1654 году упоминалось как запустевшее селение, вновь заселено в 1670-х годах. С конца XVII века — владение почепского сотника Мартынова, с 1709 — Афанасия Покорского и других. С 1708 года действовала Покровская церковь (не сохранилась). Со второй половины XVII века по 1781 входило в Мглинскую сотню Стародубского полка. В середине XX века работал колхоз «Заря свободы», отде¬ление совхоза «Унечский». В 1859 году здесь (село Мглинского уезда Черниговской губернии) учтено было 26 дворов, в 1892—51.

## Население
Численность населения: 239 человек (1859 год), 232 (1892), 161 человек (русские 99 %) в 2002 году, 114 в 2010.